# Viola Davis
Viola Davis (* 11. srpna 1965, St. Matthews, Jižní Karolína) je americká herečka a producentka. Je jedním z mála umělců, kteří obdrželi cenu Emmy, cenu Grammy, Oscara a cenu Tony (EGOT). Časopis Time ji v letech 2012 a 2017 zařadil na seznam 100 nejvlivnějších lidí světa a v roce 2020 ji deník The New York Times zařadil na deváté místo na seznamu nejlepších herců 21. století.
Davis započala svou kariéru v Central Falls na Rhode Islandu, kde vystupovala v malých divadelních produkcích. V roce 2001 získala cenu Tony za nejlepší ženský herecký výkon ve vedlejší roli v divadelní hře za roli Tonyi ve hře King Hedley II. Průlomovou rolí se pro ni stala role utrápené matky v dramatu Pochyby (2008), za kterou obdržela první nominaci na Oscara. V roce 2010 získala druhou cenu Tony za roli Rose Maxson v revivalu hry Ploty.
Za výkon služky v komediálním dramatu Černobílý svět (2011) obdržela nominaci na Oscara za nejlepší ženský herecký výkon. Mezi lety 2014 až 2020 ztvárnila roli právničky Annalise Keating v dramatickém seriálu Vražedná práva, za níž získala cenu Emmy za nejlepší ženský herecký výkon v dramatickém seriálu v roce 2015. V roce 2016 si zopakovala roli Maxson ve filmové adaptaci divadelní hry Ploty, za níž získala Oscara za nejlepší ženský výkon ve vedlejší roli. V roce 2020 ztvárnila zpěvačku Ma Rainey v životopisném filmu Ma Rainey – matka blues, za který získala svou čtvrtou nominaci na Oscara a stala se černošskou herečkou s nejvíce nominacemi na Oscara. Výkony ve filmech Vdovy (2018) a Válečnice (2022) jí vynesly další nominace na cenu BAFTA pro nejlepší herečku, díky čemuž se stala černošskou herečkou s nejvíce nominacemi na cenu BAFTA.
Davis spolu s manželem Juliem Tennonem založila produkční společnosti JuVee Productions. Je také široce uznávána za svou podporu lidských práv a rovných práv pro ženy a ženy jiné barvy pleti. V roce 2017 získala hvězdu na Hollywoodském chodníku slávy, v roce 2019 se stala ambasadorkou L'Oréal Paris. V roce 2023 obdržela cenu Grammy za audioknihu Finding Me.

## Životopis
Viola se narodila na farmě své babičky v St. Matthews v Jižní Karolíně. Má šest sourozenců, ona je druhá nejmladší. Její otec Dan Dravis pracoval jako trenér koní a její matka Mary Alice byla služka a pracovala v továrně. Pár měsíců po jejím narození se rodina přestěhovala do Central Falls na Rhode Islandu.
Umění si zamilovala na Central Falls High School a poté nastoupila na Rhode Island College, kde studovala divadlo a odmaturovala v roce 1988. Čtyři roky také navštěvovala Julliard jako členka dramatické skupiny Group 22 (1989–1993)

## Kariéra
V roce 2001 získala cenu Tony a Drama Desk za roli Tonya ve hře King Hedley II. Další cenu Drama Desk vyhrála za mimo-Broadwayskou hru Intimate Apparel v roce 2004.
Viola se objevila v několika filmech, včetně tří režírovaných Stevenem Soderberghem – Zakázané ovoce, Solaris a Traffic – nadvláda gangů, stejně také ve filmu Syriana, který Soderbergh produkoval. Menší role získala ve filmech Kate a Leopold a Příběh Antwona Fishera. Objevila se v televizních seriálech jako Zákon a pořádek, Traveler, Century City a Zákon a pořádek: Zločinné úmysly. V roce 2008 si zahrála roli Paní Millerové v filmové adaptaci Broadwayské hry Pochyby, po boku s Meryl Streep, Philip Seymour Hoffman a Amy Adams. Za roli byla nominovaná na Zlatý globus a na Oscara.
V roce 2010 vyhrála svojí druhou cenu Tony za roli Rose Maxson ve hře Fences. Ve stejném roce získala roli doktorky ve filmu Něco jako komedie. V srpnu 2011 získala roli Aibileen Clark ve filmy Černobílý svět, který byl inspirován novelou Kathryn Stockett. Za své vystoupení sklidila velké ovace, získala dvě Ceny Sdružení filmových a televizních herců a nominaci na Oscara, kterého bohužel nezískala. Ten rok zvítězila její dobrá kamarádka Meryl Streep. Také získala nominaci na Zlatý glóbus a na cenu Britské akademie filmového a televizního umění.
V roce 2012 byla zařazena do seznamu Nejvíce vlivných lidí světa magazínu Time. Magazínem Glamour byla jmenována titulem Nejlepší herečka roku. V červnu 2012 byla společně s Meryl Streep oceněna Women in Film Crystal Award.
V únoru 2014 byla obsazena do hlavní role seriálu Vražedná práva. V prosinci 2014 byla obsazena do role Amandy Waller ve filmu Sebevražedný oddíl.

## Osobní život
Viola je provdaná od června 2003 za herce Julia Tennona. Mají spolu dceru Genesis, kterou jako novorozence adoptovali v říjnu roku 2011. Je nevlastní matkou dvou Juliových synů z předchozího vztahu.

## Filmografie

### Film
| Rok  | Název                                   | Role                       | Poznámky |
| ---- | --------------------------------------- | -------------------------- | --- |
| 1996 | Zkouška ohněm                           | Sestra                     | |
| 1998 | Zakázané ovoce                          | Moselle Miller             | |
| 2000 | Traffic – nadvláda gangů                | Sociální pracovnice        | |
| 2001 | The Shrink Is In                        | Robin                      | |
| 2001 | Kate a Leopold                          | Policistka                 | |
| 2002 | Daleko od nebe                          | Sybil                      | |
| 2002 | Příběh Antwona Fishera                  | Eva May Fisher             | |
| 2002 | Solaris                                 | Doktroka Gordon            | Nominace - Black Reel Award v kategorii Nejlepší herečka ve vedlejší roli |
| 2005 | Zbohatni a chcípni                      | Babička                    | |
| 2005 | Syriana                                 | Člen CIA                   | Nekreditována |
| 2006 | Architekt                               | Tonya Neely                | |
| 2006 | World Trade Center                      | Matka v nemocnici          | |
| 2007 | Disturbia                               | Detektiv Parkerová         | |
| 2008 | Noci v Rodanthe                         | Jean                       | |
| 2008 | Pochyby                                 | Paní Millerová             | Black Reel Award v kategorii Nejlepší herečka ve vedlejší roli National Board of Review Award v kategorii Nejlepší obsazení National Board of Review Award v kategorii Průlomové herecké vystoupení - herečka Nominace - Critics' Choice Award v kategorii Nejlepší herečka ve vedlejší roli Nominace - Critics' Choice Award v kategorii Nejlepší obsazení Nominace - Oscar v kategorii Nejlepší herečka ve vedlejší roli Nominace - Satellite Award v kategorii Nejlepší herečka ve vedlejší roli - film Nominace - Screen Actors Guild Award v kategorii Nejlepší obsazení - filmu Nominace - Screen Actors Guild Award v kategorii Nejlepší herečka ve vedlejší roli Nominace - Zlatý glóbus v kategorii Nejlepší herečka ve vedlejší roli - film |
| 2009 | Madea Goes to Jail                      | Ellen St. Matthews         | |
| 2009 | Na odstřel                              | Dr. Judith Franklin        | |
| 2009 | Ctihodný občan                          | Starostka April Henry      | |
| 2010 | Zatím spolu, zatím živi                 | Ředitelka Isabel George    | |
| 2010 | Jistí, meditovat, milovat               | Delia Shiraz               | Nominace - Black Reel Award v kategorii Nejlepší herečka ve vedlejší roli |
| 2010 | Něco jako komedie                       | Dr. Minerva                | |
| 2010 | Trust                                   | Gail Friedman              | |
| 2011 | Černobílý svět                          | Aibileen Clark             | Black Reel Award v kategorii Nejlepší herečka Black Reel Award v kategorii Nejlepší obsazení Critics' Choice Movie Awards v kategorii nejlepší obsazení v kategorii Nejlepší herečka Critics' Choice Movie Awards v kategorii nejlepší obsazení v kategorii Nejlepší obsazení NAACP Image Award v kategorii Nejlepší herečka ve filmu National Board of Review Award v kategorii Nejlepší obsazení Satellite Award v kategorii Nejlepší herečka v dramatickém filmu Satellite Award v kategorii Nejlepší obsazení Screen Actors Guild Award v kategorii Nejlepší obsazení Screen Actors Guild Award v kategorii Nejlepší herečka v hlavní roli Nominace - Filmová cena Britské akademie v kategorii Nejlepší herečka v hlavní roli Nominace - Oscar v kategorii Nejlepší herečka Nominace - Zlatý glóbus v kategorii Nejlepší herečka ve filmu - drama |
| 2011 | Neuvěřitelně hlasitě & nesmírně blízko  | Abby Black                 | |
| 2012 | Na dno nás nedostanete                  | Nona Alberts               | NAACP Image Award v kategorii Nejlepší herečka ve filmu Nominace - Black Reel Award v kategorii Nejlepší herečka |
| 2013 | Nádherné bytosti                        | Amarie "Amma" Treadeau     | |
| 2013 | Enderova hra                            | Starostka Anderson         | |
| 2013 | Zmizení Eleanor Rigby                   | Profsorka Lillian Friedman | Nominace - Black Reel Award v kategorii Nejlepší herečka ve vedlejší roli Nominace - NAACP Image Award v kategorii Nejlepší herečka ve filmu |
| 2013 | Zmizení                                 | Nancy Birch                | National Board of Review Award v kategorii Nejlepší obsazení |
| 2014 | Get On Up - Příběh Jamese Browna        | Susie Brown                | Nominace - Black Reel Award v kategorii Nejlepší obsazení Nominace - NAACP Image Award v kategorii Nejlepší herečka ve vedlejší roli - film |
| 2015 | Hacker                                  | FBI agentka Carol Barrett  | |
| 2015 | Lila & Eve                              | Lila Walcott               | |
| 2016 | Custody                                 | Soudkyně Martha Sherman    | také výkonná producentka |
| 2016 | Sebevražedný oddíl                      | Amanda Waller              | |
| 2016 | Ploty                                   | Rose Maxson                | Black Reel Awards v kategorii nejlepší ženský herecký výkon ve vedlejší roli Critics' Choice Movie Awards v kategorii nejlepší ženský herecký výkon ve vedlejší roli a ocenění #SeeHer Dorian Awards v kategorii herecký výkon roku (herečka) Filmová cena Britské akademie v kategorii nejlepší ženský herecký výkon v hlavní roli NAACP Image Awards v kategorii nejlepší ženský herecký výkon ve vedlejší roli Oscar v kategorii nejlepší ženský herecký výkon ve vedlejší roli Cena Sdružení filmových a televizních herců v kategorii nejlepší ženský herecký výkon ve vedlejší roli (film) Zlatý glóbus v kategorii nejlepší ženský herecký výkon ve vedlejší roli (film) Nominace – AACTA International Awards v kategorii nejlepší ženský herecký výkon ve vedlejší roli Nominace – Critics' Choice Movie Awards v kategorii nejlepší obsazení Nominace – Satellite Awards v kategorii nejlepší ženský herecký výkon ve vedlejší roli (film) Nominace – Cena Sdružení filmových a televizních herců v kategorii nejlepší obsazení |
| 2018 | Vdovy                                   | Veronica Rawlins           | Nominace – Critics' Choice Movie Awards v kategorii nejlepší obsazení Nominace – Filmová cena Britské akademie v kategorii nejlepší ženský herecký výkon v hlavní roli Nominace – Satellite Awards v kategorii nejlepší ženský herecký výkon v hlavní roli (drama) |
| 2019 | Troupe Zero                             | slečna Rayleen             | |
| 2020 | Ma Rainey – matka blues                 | Mar Rainey                 | |
| 2021 | Sebevražedný oddíl                      | Amanda Waller              | |
| 2021 | V nemilosti                             | Liz Ingram                 | |
| 2022 | Válečnice                               | Nanisca                    | také producentka |
| 2023 | Air: Zrození legendy                    | Deloris Jordan             | |
| 2023 | Hunger Games: Balada o ptácích a hadech | Volumnia Gaul              | |
| 2024 | Kung Fu Panda 4                         | chameleonka (hlas)         | |

### Televize
| Rok       | Název                                               | Role                        | Poznámky |
| --------- | --------------------------------------------------- | --------------------------- | --- |
| 1996      | Policie New York                                    | Žena                        | díl: „Moby Greg“ |
| 1996      | New York Undercover                                 | paní Stapleton              | díl: „Smack is Back“ |
| 1998      | Války Pentagonu                                     | Platoon Sgt. Fanning        | |
| 1998      | Grace & Glorie                                      | Rosemary Allbright          | |
| 2000      | Soudkyně Amy                                        | Celeste                     | díl: „Blast from the Past“ |
| 2000      | City of Angels                                      | Sestra Lynnette Peeler      | 19 dílů |
| 2001      | Amy & Isabelle                                      | Dottie                      | |
| 2001      | Providence                                          | Dr. Eleanor Weiss           | díl: „You Can Count On Me“ |
| 2001      | Ten, kdo tě chrání                                  | Právnička Suzanna Clemons   | díl: „The Men from the Boys“ |
| 2001      | Třetí hlídka                                        | Margo Rodriguez             | díl: „Act Brave“ |
| 2002      | Father Lefty                                        |                             | |
| 2002      | Zákon a pořádek: Zločinné úmysly                    | Terry Randolph              | díl: „Badge“ |
| 2002      | Strážkyně zákona                                    | Dr. Georgia Davis           | díl: „Remembrance“ |
| 2002      | Kriminálka Las Vegas                                | Attorney Campbell           | díl: „The Execution of Catherine Willows“ |
| 2003      | Taxík                                               | Stevie Morgan               | díl: „Third Strike“ |
| 2003      | Advokáti                                            | Aisha Crenshaw              | díl: „We the People“ |
| 2004      | Century City                                        | Hannah Crane                | 9 dílů |
| 2005      | Chladnokrevný Stone                                 | Molly Crane                 | |
| 2005      | Threshold                                           | Victoria Rossi              | díl: „Shock“ |
| 2006      | Jesse Stone: Smrt v jezeře                          | Molly Crane                 | |
| 2006      | Jesse Stone: Nový začátek                           | Molly Crane                 | |
| 2006      | Beze stopy                                          | Audrey Williams             | díl: „White Balance“ |
| 2006      | Life Is Not a Fairytale: The Fantasia Barrino Story | Diane Barrino               | TV film |
| 2007      | Fort Pit                                            |                             | |
| 2007      | Jesse Stone: Radikální změna                        | Molly Crane                 | |
| 2007      | Traveler                                            | Agent Jan Marlow            | 8 dílů |
| 2008      | Bratři a sestry                                     | Ellen Snyder                | díl: „Double Negative“ |
| 2008      | Kmen Andromeda                                      | Dr. Charlene Barton         | |
| 2003–2008 | Zákon a pořádek: Útvar pro zvláštní oběti           | Donna Emmett                | 7 dílů |
| 2009      | Tara a její svět                                    | Lynda P. Frazier            | 6 dílů |
| 2013      | Sofie První                                         | Helen Hanshaw (hlas)        | díl: „The Buttercups“ |
| 2014–2020 | Vražedná práva                                      | profesorka Annalise Keating | hlavní role, 90 dílů, také producentka, 16 dílů Cena Emmy v kategorii Nejlepší herečka v hlavní roli - drama (2015) NAACP Image Awards v kategorii Nejlepší herečka v dramatickém seriálu (2015) People's Choice Awards v kategorii Nejlepší herečka v novém televizním seriálu (2014) Cena Sdružení filmových a televizních herců v kategorii Nejlepší herečka v dramatickém seriálu (2014, 2015) Nominace – BET Awards v kategorii nejlepší herečka (2015–2017) Nominace – Cena Emmy v kategorii Nejlepší herečka v hlavní roli - drama (2016–2017, 2019) Nominace – Dorian Awards v kategorii nejlepší herecký výkon roku – herečka (2015–2016) Nominace - Critics' Choice Television Awards v kategorii Nejlepší herečka v dramatickém seriálu (2015–2017) Nominace – NAACP Image Awards v kategorii Nejlepší herečka v dramatickém seriálu (2016–2018) Nominace – People's Choice Awards v kategorii Nejlepší herečka v novém televizním seriálu (2015–2016) Nominace – TCA Awards v kategorii individuální ocenění (drama) (2015) Nominace - Zlatý glóbus v kategorii Nejlepší televizní herečka - drama (2014, 2015) |
| 2017      | American Koko                                       | vypravěčka                  | 12 dílů |
| 2018      | Skandál                                             | profesorka Annalise Keating | díl: „Allow Me to Reintroduce Myself“ |
| 2019      | Live in Front of a Studio Audience                  | Florida Evans               | díl: „All in the Family and Good Times“ |
| 2022      | Peacemaker                                          | Amanda Waller               | nekreditovaná role, 2 díly |
| 2022      | The First Lady                                      | Michelle Obama              | také výkonná producentka |
| 2022      | Dopis mému idolu                                    | sama sebe                   | dokument |

### Divadlo
| Rok  | Název            | Role                    | Poznámky |
| ---- | ---------------- | ----------------------- | --- |
| 1992 | As You Like It   | Denise                  | |
| 1996 | Seven Guitars    | Vera                    | Nominace - Drama Desk Award v kategorii Nejlepší herečka ve hře (vedlejší role) Nominace - Tony Award v kategorii Nejlepší herečka ve vedlejší roli - hra |
| 1997 | God's Heart      | Eleanor                 | |
| 1998 | Pericles         | 2. rybář/Lychorida/Bawd | |
| 1999 | Everybody's Ruby | Ruby McCollum           | Nominace - Drama Desk Award v kategorii Nejlepší herečka ve hře (vedlejší role)                                                                           |
| 1999 | Monology vagíny  | Vystupující (náhradník) | |
| 2001 | King Hedley II   | Tonya                   | Tony Award v kategorii Nejlepší herečka ve vedlejší roli - hra Nominace - Drama Desk Award v kategorii Nejlepší herečka ve hře (vedlejší role)            |
| 2004 | Intimate Apparel | Esther                  | Nominace - Drama Desk Award v kategorii Nejlepší herečka ve hře                                                                                           |
| 2010 | Ploty            | Rose                    | Tony Award v kategorii Nejlepší herečka v hlavní roli - hra Nominace - Drama Desk Award v kategorii Nejlepší herečka ve hře (vedlejší role)               |